# Tenebroides
Tenebroides — род жесткокрылых насекомых семейства темнотелок.

## Описание
Лоб с продольной бороздкой. Переднеспинка на переднем крае почти прямая, но её передние углы слабо выступают.

## Систематика
В составе рода:
- Tenebroides americanus (Kirby)
- Tenebroides collaris (Sturm)
- Tenebroides corticalis (Melsheimer)
- Tenebroides crassicornis (Horn)
- Tenebroides fuscus (Goeze, 1777)
- Tenebroides latens (Wollaston, 1862)
- Tenebroides laticollis (Horn)
- Tenebroides maroccanus Reitter, 1884
- Tenebroides mauritanicus (Linnaeus, 1758)
- Tenebroides occidentalis Fall
- Tenebroides rectus (Wollaston, 1862)
- Tenebroides sinuatus (LeConte)